# 胡特維爾

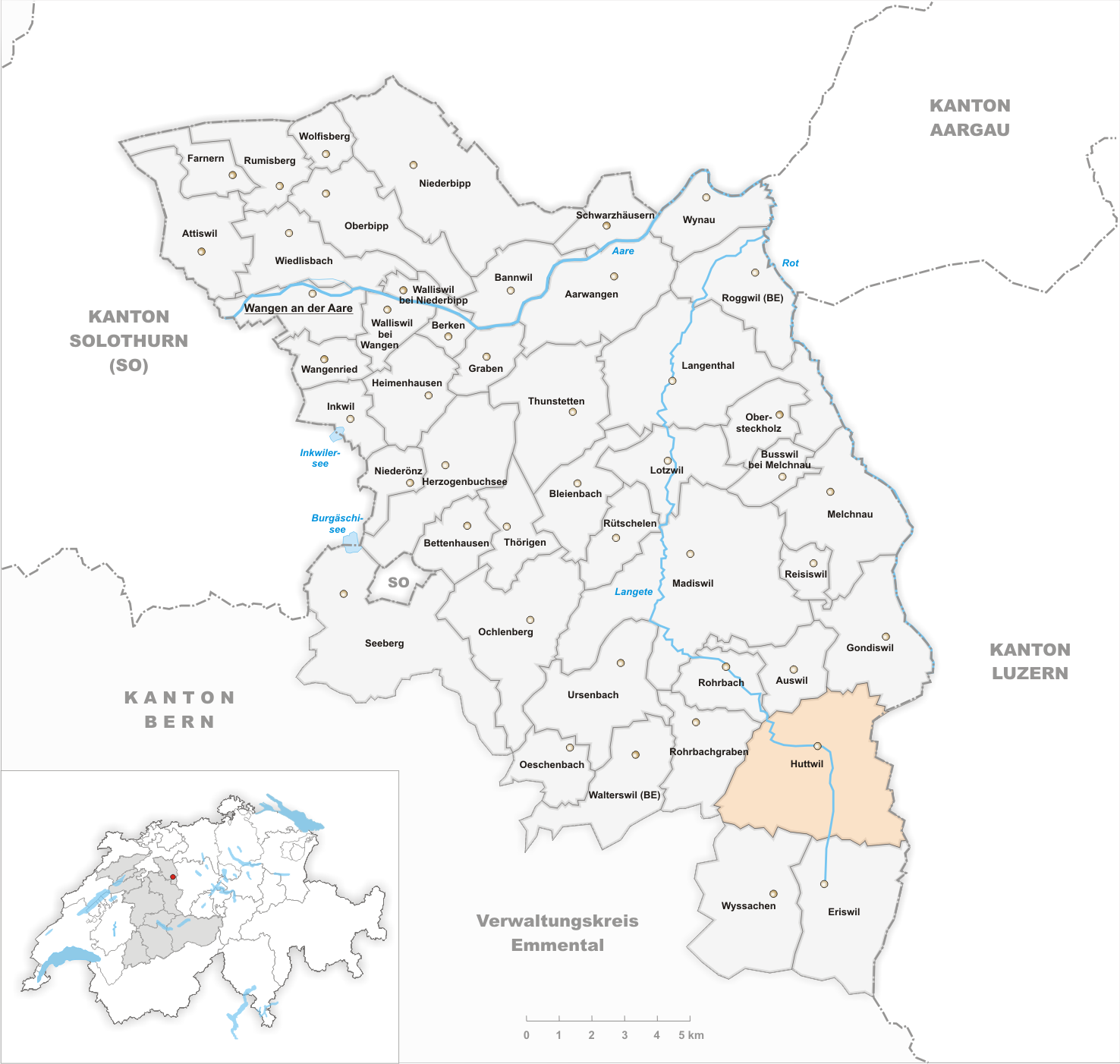
胡特维尔市地图

胡特維爾（德語：Huttwil）是瑞士联邦的城镇，位於該國北部瑞士高原，距離朗根塔爾約18公里，由伯恩州負責管轄，面積为17.3平方公里，海拔高度638米，2017年12月31日人口为4,836人。

## 外部連結
- 胡特维尔市官网 （德文）
- 胡特维尔市图片